# 荒谷卓
荒谷 卓（あらや たかし、1959年〈昭和34年〉 - ）は、日本の陸上自衛官、武道家。陸上自衛隊特殊作戦群初代群長。最終階級は1等陸佐。

## 経歴
秋田県立大館鳳鳴高等学校、東京理科大学卒業。荒谷家は、金鉱山の採掘事業を通じて奥州藤原氏に仕えた家系である。理科大生時代は人工衛星等のリモートセンシングを専攻。理科大在学中は主に極真空手流山道場で空手を稽古し、明治神宮の武道道場・至誠館でも稽古を重ねるようになった。理科大4年の夏、師匠から「お前は軍人の顔をしている。自衛隊に入れ」と自衛隊への入隊を勧められたことで、すでに内定していたゼネコン企業には就職せず、卒業後は陸上自衛隊に幹部候補生として入隊する。

### 陸上自衛隊
陸上自衛隊幹部候補生学校卒業後は普通科で部隊勤務し、「空挺降下」資格、「幹部レンジャー」資格、「幹部情報」資格を得る。初級幹部として第19普通科連隊で勤務。中級幹部となってからは、学生時代の専攻分野を買われて陸上自衛隊調査学校（現在の陸上自衛隊情報学校）に勤務し、情報収集衛星等を研究した。その後、陸上自衛隊幹部学校指揮幕僚課程（CGS）に入校。同校卒業後、第1空挺団、第39普通科連隊中隊長として勤務を経て、1995年（平成7年）、ドイツ連邦軍指揮幕僚大学校（旧プロイセン陸軍大学校の後継機関、自衛隊幹部学校相当）に留学した。ドイツではKSK（ドイツ陸軍特殊戦団）の訓練に参加した。
翌1996年（平成8年）に帰国し、陸上幕僚監部（陸幕）防衛部に勤務した。陸上幕僚監部では研究班、防衛班、運用班に勤務し、防衛庁防衛局防衛政策課戦略研究室にも勤務した。この間、防衛戦略の見直し、中長期防衛力整備計画の作成、テロ特措法など防衛法制、北朝鮮問題などに関わる。また、特殊部隊創設計画が進められていた陸上幕僚監部で特殊部隊創設のための準備に奔走し、「陸上自衛隊きっての特殊作戦の専門家」との人物評が定着したという。
陸上自衛隊初の特殊部隊創設のため、2002年（平成14年）、アメリカ陸軍特殊作戦コマンド隷下のジョン・F・ケネディ特殊戦センター・アンド・スクールに一年間留学し、40代の年齢でグリーンベレー養成課程（通称：Qコース）を突破、様々な特殊戦訓練・教育等を受ける。帰国後、特殊作戦群編成準備隊長に就任した荒谷は、特殊部隊訓練カリキュラムの整備を行なった。同時に、全国から志願してきた自衛官の中から要員を確保。人選にあたっては、英米特殊部隊並みの厳しい選考基準を設けて選抜試験を実施したところ、一人も合格者が出なかった師団もあり、そのことを抗議しに来た当該師団長の陸将と直接対峙するトラブルがあったという。
2004年（平成16年）、特殊作戦群が創設され、初代群長に就任。荒谷は「特戦群戦士の武士道」を指導方針として、3年間特殊作戦群を率いた。在任中は、初級幹部時代から折に触れて行なっていた靖国神社での清掃奉仕を継続した。隊務では、将来予想される各種の実任務において、特殊作戦群の戦力造成や指揮関係について、しばしば陸幕と意見が対立したが、部隊の戦力化については妥協することがなかった。当時の防衛庁長官だった石破茂は、著書「国防」において初代群長としての荒谷の仕事ぶりを好意的に評価した。
2007年（平成19年）、特殊作戦群長を退任。その後、研究本部主任研究開発官、同総合研究部第2研究課第3研究室長等を経て、2008年（平成20年）8月に1等陸佐で退官。

### 退官後
退官後は2009年（平成21年）10月、明治神宮至誠館の館長に就任、青少年自然塾や日本精神文化を学ぶ武学講座の充実に努めた。また、日本国外での武道講習開催にも力を注ぎ、欧州を拠点とする国際至誠館武道協会、ロシア至誠館武道場共同体、モスクワ大学武道クラブ等の設立に尽力した。2018年（平成30年）10月辞職。
2018年（平成30年）11月、三重県熊野市飛鳥町に「国際共生創成協会　熊野飛鳥むすびの里」を設立、ポスト・グローバル資本主義のより良い世界の創成を目的とした活動をはじめた。荒谷の考えによれば、現在、グローバル資本主義はすでに破綻しかけ、全人類的大変革期に差し掛かっており、この大変革期の先の世界をいかに構築するかが人類の喫緊の課題であるという。人類が、その歴史を少しでも長く維持するためには、競争原理を捨て調和と共生の秩序を基調としなくてはならず、アニミズムのような自然信仰が手掛かりになるとする立場である。地球上のそれぞれの地域によって異なる自然環境に応じ、異なる文化や伝統慣習が形成される状態こそが自然であり、それを無理やり一つの思想や秩序で統一するのではなく、それぞれの文化慣習を相互に敬意をもって認め合う世界こそが、ポスト・グローバル資本主義の世界秩序になるべきだと主張している。そのための具体的活動として、マネーの影響を極力排除した地域文化共同体を世界各地に形成し、相互に結び付くネットワークを構築するため、拠点を熊野に置いて「国際共生創成協会」を創設した。熊野を拠点とした理由として、南紀伊半島は日本で最も古い自然信仰の地域だからだという。

### 自衛官に対する私的な戦闘訓練の実施
2021年1月23日に共同通信などは、「荒谷が現役自衛官や予備自衛官に対して私的な戦闘訓練を実施していた」と報じた。報道によると、荒谷は、毎年、三重県に現役自衛官や予備自衛官を集め、「自衛官合宿」と称して山中で私的な訓練を実施していたという。訓練は2020年にも開催されており(12月26日から30日までの日程)、十数名以上の参加者が迷彩服を着用し、荒谷が主宰する施設と付近の山との間を往復している様子が確認されている。この件について、自衛隊情報保全隊も事実を把握しており、調査を行っている。なお、防衛省内には、「自衛隊法に違反している」との指摘がある。また、荒谷が「自衛隊を天皇の軍隊にする」という三島由紀夫の思想に同調するなどの保守的主張を繰り返していたことから、隊内への過激な政治思想の浸透を危惧する声も上がっている。防衛省の幹部は、「荒谷にはカリスマ性があり、荒谷と参加者との関係は、三島と楯の会に酷似している」と述べている。
一方、2021年1月26日の防衛大臣記者会見において、岸防衛大臣はこの件に関して「特に法的な意味で問題があるような行動をしているとは考えてないということです。」と述べており、2021年2月2日の同会見でも「特に我々として問題があるイベントとは考えていないということであります。」と述べている。

## 人物

### 武道歴
小学校では柔道と相撲の学校代表。大学で松濤館空手を始める。大学に極真空手同好会を設立。同時に明治神宮至誠館で鹿島神流と合気道を始める。自衛隊入隊後、システマ、クラブマガ等世界各国の特殊部隊の近接格闘術を習得した。合気道六段、銃剣道三段、空手道初段、柔道初段。熊野飛鳥むすびの里で「荒谷流」武道を立ち上げる。

### 特戦群戦士の武士道
一、確たる精神的規範を有し生死の別を問わず事に当たる肚決めをすること
一、臆せず行動できる勇気とこれを維持する気力を鍛錬すること
一、事を成し遂げる実力（知力、技術、体力）を修養すること
一、言動を一致させ信義を貫くこと

### 北朝鮮問題への取り組み
退官後の荒谷は、至誠館館長としての仕事の傍ら、予備自衛官および予備自衛官補によって構成されている市民団体である「予備役ブルーリボンの会」の顧問として、軍事や政治問題に関する論評等の活動を行なっている。特に、北朝鮮による日本人拉致問題の解決を求める取り組みに熱心であり、日本文化チャンネル桜の番組にしばしば出演している。同団体は拓殖大学の荒木和博が代表であり、元航空幕僚長・田母神俊雄が顧問を務めている。
荒谷は、北朝鮮による日本人拉致問題に関して、日本国内において北朝鮮工作員を支援する「土台人」の存在を問題視しており、「国内に極めて多数の協力者が存在し、この者達が侵入から拉致・北朝鮮への輸送を担っている。」との見方を示している。北朝鮮工作員と土台人への警戒を呼びかけるため、自ら新潟県や秋田県の海岸に赴き、拉致や密入国等の手口を再現する「北朝鮮工作員 侵入・拉致シミュレーション」と題したビデオを制作し、動画投稿サイトYouTubeで公開したこともある。

## 著作
- 『戦う者たちへ』並木書房、2010年。ISBN 4890632530。
- 『自分を強くする動じない力』三笠書房、2018年。ISBN 4837927475。
- 『サムライ精神を復活せよ！ 宇宙の屋根の下に共に生きる世界を創る』並木書房、2019年。ISBN 4890633839。
- 『日本の戦闘者 現代のサムライは決してグローバリズムに屈せず』 ワニ・プラス、2024年。ISBN 978-484707450-9

### 共著
- 荒木和博、伊藤祐靖、予備役ブルーリボンの会『自衛隊幻想』 産経新聞出版、2016年。ISBN 978-4819112925
- 伊藤祐靖『日本の特殊部隊をつくったふたりの“異端”自衛官－人は何のために戦うのか！』 ワニ・プラス、2023年。ISBN 978-4847072437

### 編著
- 明治神宮至誠館 編『明治神宮 至誠館武道』並木書房、2013年。ISBN 9784890633104。

### インタビュー
- 小川和久『陸上自衛隊の素顔』小学館、2009年。ISBN 4093897190。

### 寄稿
- 公益社団法人隊友会『「ディフェンス」51号「アルジェリア人質事件の教訓」』公益社団法人隊友会、2013年。